# Scutelliseta bicolorina
Scutelliseta bicolorina är en tvåvingeart som beskrevs av Richards 1968. Scutelliseta bicolorina ingår i släktet Scutelliseta och familjen hoppflugor. Inga underarter finns listade i Catalogue of Life.